# Torrassa de Sant Joanet
La Torrassa de Sant Joanet, és l'únic que queda en peu de l'antic Palau del Marquès de Bèlgida, trobant-se actualment adossat per dos dels seus costats a habitatges particulars. Està situat a la plaça Major del municipi valencià de Sant Joanet, a la comarca de la Ribera Alta. Està catalogat com a Bé d'interès cultural amb el codi identificatiu 46.20.222-002, no tenint fins al moment ni anotació ministerial ni expedient.

## Descripció historicoartística
San Joanet era una antiga alqueria islàmica, que va pertànyer al llarg del temps i de forma successiva a: Arnau Ferrer, al senyoriu de Benitandús, al marquesat de Bèlgida i als Montpalau (al Llibre del Repartiment apareixen donacions fetes per Jaume I d'Aragó, de terres d'Ènova). Va ser lloc de moriscos, el que va ocasionar que, com en molts altres llocs de la zona, quedés deshabitat després de ser expulsat en 1609, costant molt la seva recuperació demogràfica.
El Palau del Marquesat va ser construït pels Bèlgida quan ostentaven el senyoriu, durant el segle xvi. Del palau quasi no queda res. L'oratori va passar a convertir-se en l'església parroquial (sofrint grans transformacions, està dedicat a Sant Joan Baptista, té planta irregular, amb tres capelles al costat de l'Evangeli, una altra capella i porta lateral al de l'Epístola, a la dreta entrant, l'altar major, i a l'esquerra l'esmentada tribuna senyorial, del Marquès de Bèlgida), i la torre (que en realitat és d'origen musulmà i es va aprofitar per construir el palau), va quedar tancada entre habitatges particulars.
És una torre de planta quadrangular i construïda en carreu, i es troba molt modificada, tant per les reformes que es van dur a terme al llarg de la seva història, com per patir les conseqüències d'un fort terratrèmol que, entre altres danys, esmotxà la seva part superior, conservant un aspecte molt diferent de l'original. A la part alta de la Torre es diu que hi havia encastada una làpida romana, que contenia un inscripció sepulcral romana, que va publicar Jaume Villanueva en el seu "Viage literario á las iglesias de España", a 1821, i que havia d'haver trobat entre fonamentacions antigues de l'Ènova; però un dels posseïdors de l'edifici, va decidir treure-la d'allí, per considerar impròpia.